# Cécile Mourer-Chauviré

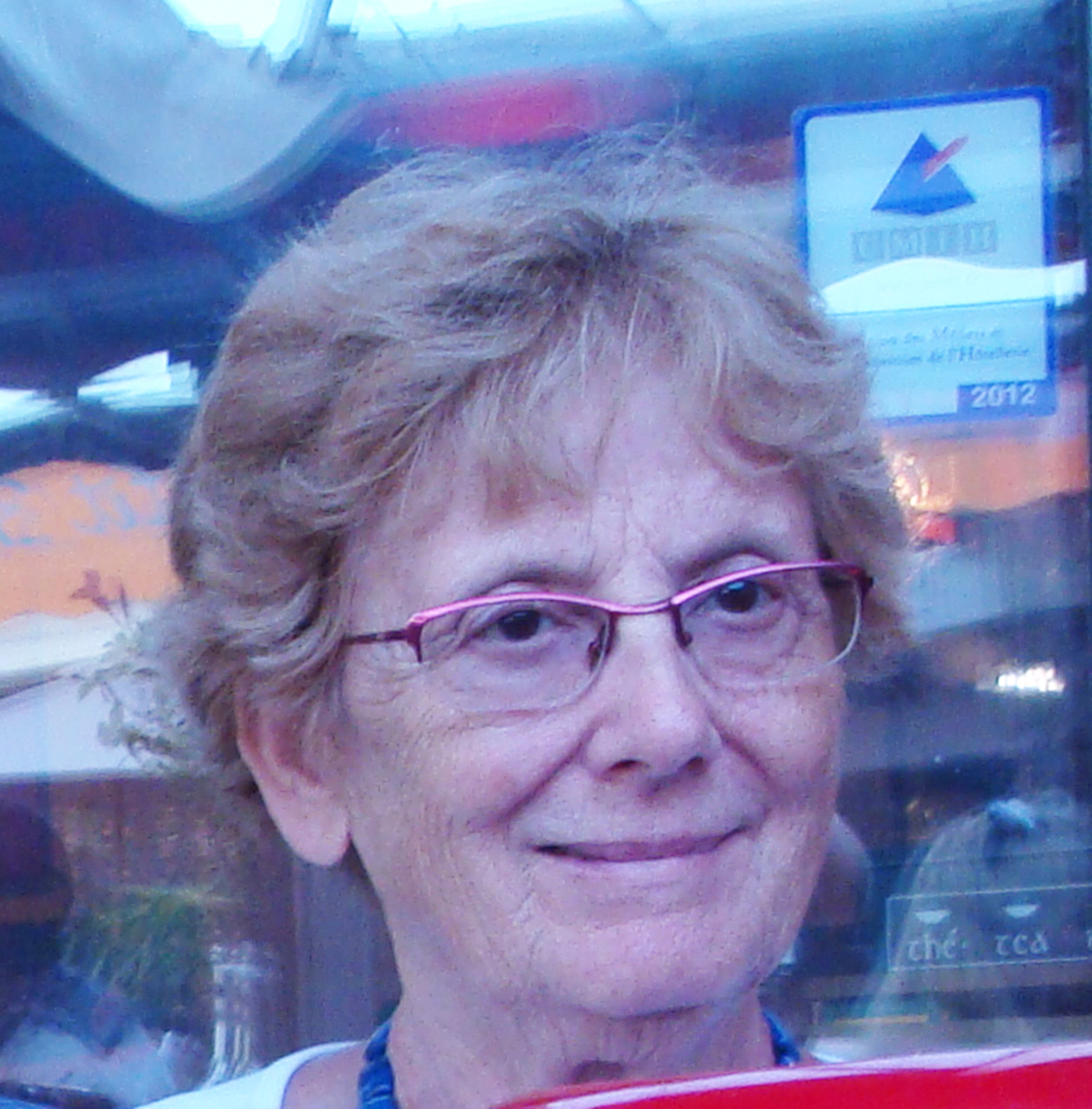
Cécile Mourer-Chauviré

Cécile Mourer-Chauviré (Lyon, 5 november 1939) is een Franse paleontologe en geologe aan het Laboratoire de Géologie de Lyon, gelieerd aan de Universiteit van Lyon. Ze wordt beschouwd als een van de beste specialisten in fossiele vogels in Frankrijk en Europa. Ze heeft onder andere onderzoek gedaan naar de oorsprong van de Hoatzin en is de medeontdekker van Lavocatavis, mogelijk het eerste Afrikaanse lid van de superfamilie Phorusrhacoidea.

## Leven
Cécile Chauviré werd op 5 november 1939, als tweede van zes kinderen, geboren in Lyon. Aangezien haar vader een gerenommeerde oogheelkundige was, was haar familie welbekend in de stad. Ze bezocht de lagere en middelbare school in Lyon en kreeg het eerste deel van haar baccalauréat in 1955 en het tweede deel in 1956. Hierna bezocht ze de Universiteit van Lyon en behaalde meerdere diploma's in de natuurwetenschappen, onder andere in zoölogie, plantkunde en geologie.
Ze werd door de toenmalige directeur van het laboratorium in de Universiteit van Lyon Henri Gouthier voorgesteld als kandidaat voor een functie aan het Centre National de la Recherche 
Scientifique (CNRS) met een doctoraatsthesisonderwerp over pleistocene vogels. Ze kreeg de functie in 1961.
Hoewel ze later in haar leven bekend zou worden als een belangrijke paleoornithologe, begon haar wetenschappelijke carrière in 1962 met een thesis over grote kwartaire zoogdieren uit Châtillon-Saint-Jean.
Kort nadat ze de functie aan het CNRS had gekregen, begon ze een collectie van fossiele en nog niet uitgestorven vogels op te bouwen. Ze bezocht verscheidene collecties in Frankrijk en in het buitenland. Ze maakte ook gebruik van de kennis van de Hongaarse professor D. Janossy, op dat moment een van de weinige mensen die zich bezighielden met uitgestorven vogels in Europa.
Tussen 1961 en 1964 werd ze eerst "Stagiaire" en daarna "Attachée de Recherche au CNRS" aan de universiteit van Lyon.
Ze trouwde in 1964 met Roland Mourer, een etnoloog die ze had leren kennen tijdens een uitgravingscampagne voor haar eerste thesis. Samen met hem vertrok ze in 1964 naar Cambodja, meer bepaald naar de stad Kompong Chhnang, waar Roland door het leger als "coopérant" (ontwikkelingshulp) naartoe was gestuurd. Cécile had van het CRNS een jaar onbetaald vertrek gekregen, maar toen het paar besloot om langer te blijven, gaf ze haar post daar op. Ze bleven uiteindelijk zes jaar in Cambodja.
Tijdens hun verblijf in Cambodja kreeg Cécile twee kinderen, Alexis en Ivan. Het eerste jaar gaf ze Franse les aan de middelbare school Preah Bat Suramarit, maar in 1965 kreeg ze een functie als professor voor geologie aan de Université Royale van Phnom Penh. Tijdens hun gehele verblijf in Cambodja ging het paar op archeologische onderzoeken naar een leistenen massief in de Battambang provincie, waar ze een prehistorische nederzetting vonden.
In 1970 escaleerde echter de Vietnamoorlog en bereikte Cambodja. Cécile en Roland waren op dat moment op vakantie in hun thuisland. Cécile besloot met hun twee kinderen in Frankrijk te blijven, waar ze er wederom in slaagde een functie bij het CNRS te krijgen. Roland bleef nog twee jaar in Cambodja.
In 1985 werd ze "Directeur de Recherce" aan het CNRS en is sinds haar pensioen in 2005 emeritus "Directeur de Recherche".